# Leberbrot

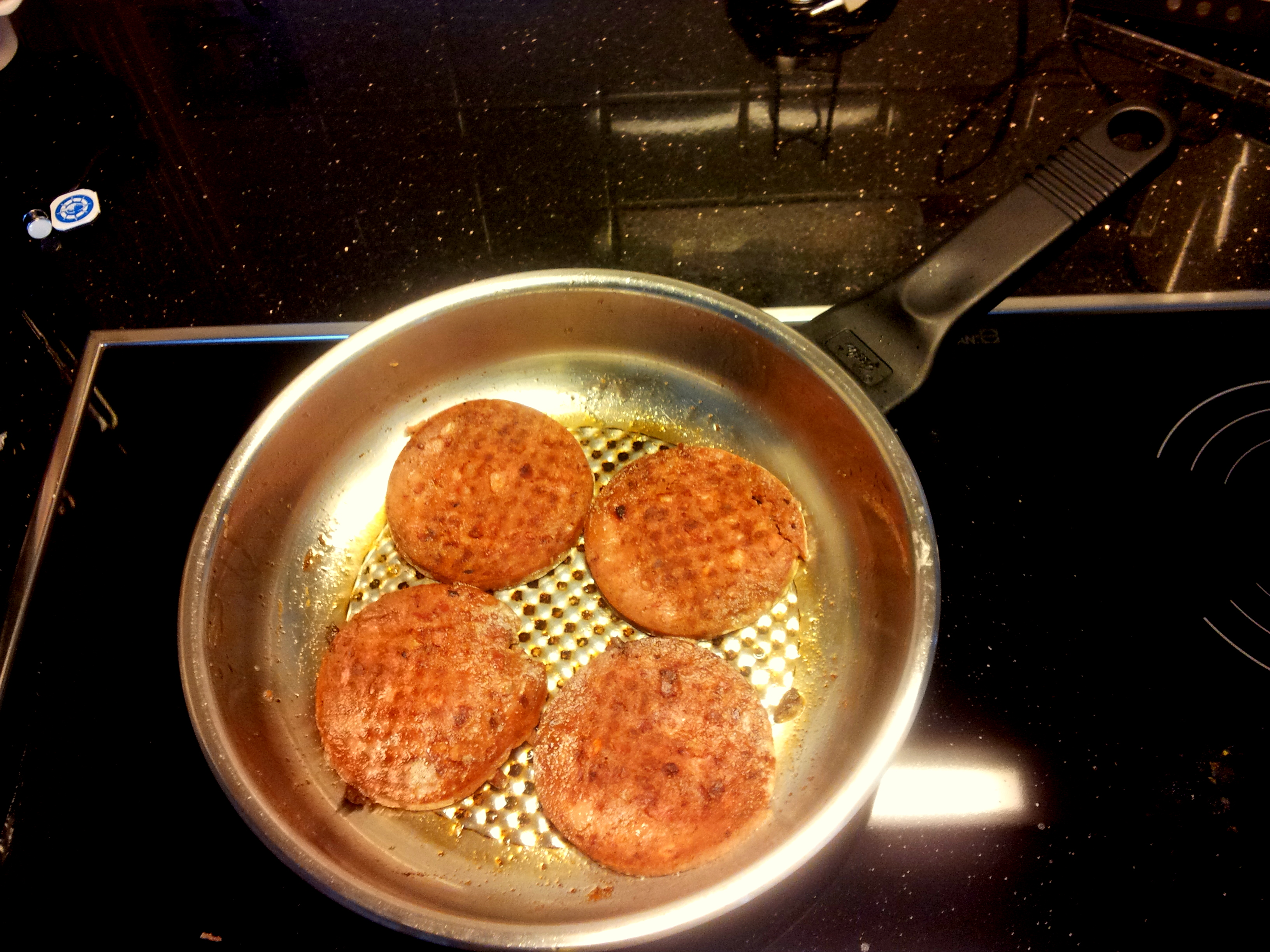
Leberbrot

Leberbrot, westf. Liäberbraut, twents Bakworst, ist eine Kochwurst aus dem Münsterland und dem Niederländischen Bezirk Twente, die aus Schweinefleisch, Leber, fettem Speck, Mehl und Gewürzen hergestellt wird.
Zur Herstellung wird zuerst das Fleisch mit Zwiebeln gekocht und durch den Fleischwolf gedreht. Anschließend wird es mit ebenfalls im Fleischwolf fein zerkleinerter roher Leber, Speckwürfeln, Gewürzen, Brühe und Mehl vermischt, die entstandene Masse in Därme gefüllt und bei schwacher Hitze gegart.
Leberbrot wird anders als die meisten anderen Leberwurstsorten nicht als Brotbelag verwendet, sondern in Scheiben geschnitten, gebraten und mit Beilagen wie Roter Bete oder gebratenen Apfelscheiben serviert, auch in Kombination mit Wurstebrot (einer Blutwurst mit Getreideschrot), Kartoffeln bzw. Kartoffelpüree und Sauerkraut. Teilweise wird Leberbrot, genau wie auch Wurstebrot, gebraten zu Eintöpfen serviert (Bohnen-, Erbsen-, Linsensuppen).